# Mikko Leppilampi

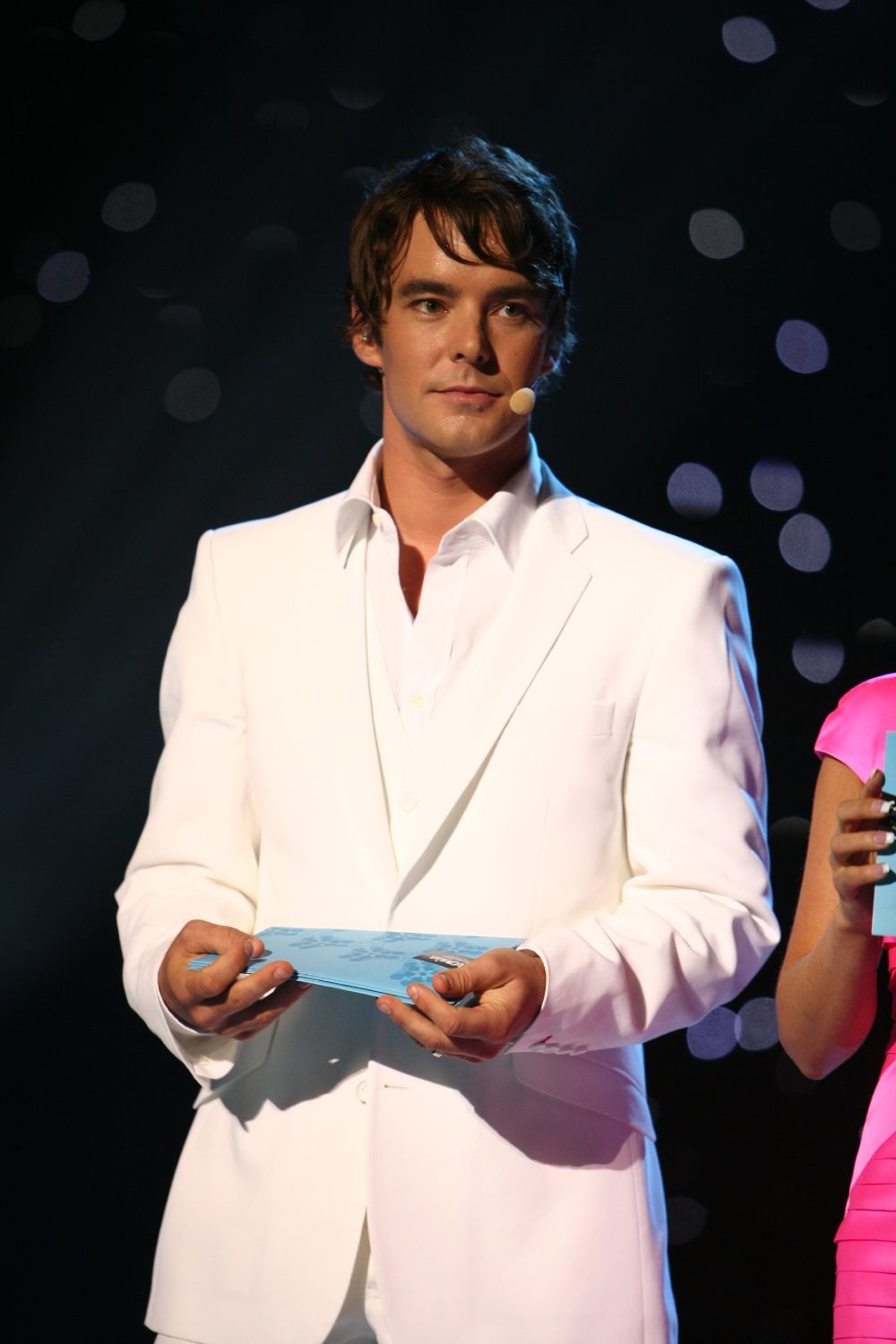
Mikko Leppilampi podczas Konkursu Piosenki Eurowizji

Mikko Leppilampi (ur. 22 września 1978, Pälkäne) – fiński piosenkarz i aktor. Na rozdaniu nagród filmowych dostał tytuł najlepszy aktor w 2004 roku. Obecnie pracuje w fińskiej telewizji i teatrze. W 2006 roku Mikko wydał swój pierwszy solowy album.
Mikko jest żonaty, ma córkę Lilię.
W roku 2007 prowadził u boku Jaany Pelkonen półfinał i finał Konkursu Piosenki Eurowizji.

## Filmografia
- Helmiä ja sikoja (2003)
- Keisarikunta (2004)
- Paha maa (2005)
- Kaksipäisen kotkan varjossa (2005)
- Tyttö sinä olet tähti (2005)
- Narnian Tarinat : Velho ja Leijona (głos) (2005)
- Madagaskar (głos) (2005)
- Hairspray-musikaali (2005)
- Saippuaprinssi (2006)
- Joulutarina (2007)

## Dyskografia
- Mikko Leppilampi (2006)